# تريسي ستيل
تريسي ستيل (بالإنجليزية: Tracy Steele)‏ هو سياسي أمريكي، ولد في 8 مارس 1953. حزبياً، نشط في الحزب الديمقراطي. وقد انتخب عضو مجلس ولاية أركنساس.